# 高禮澤
高禮澤，MH（1976年5月10日—），香港男子退役乒乓球選手。高禮澤使用左手直拍反膠打法，快攻結合弧圈打法，曾與李靜拍檔雙打，被譽為「乒乓孖寶」。現為香港青年隊男隊教練。籍貫廣東省南海县南莊人民公社（今佛山市禪城區南莊鎮）

## 运动生涯
高禮澤原本是中國國家乒乓球隊隊員，1993年全國青年錦標賽取得男單亞軍，1996年全國錦標賽男團冠軍隊員。後到香港夥拍李靜，並在2004年雅典奧運會為香港取得歷來第二面奧運會獎牌－男雙銀牌。他與李靜被傳媒合稱為「乒乓孖寶」。
2006年多哈亞運會，李靜及高禮澤，在男子乒乓球雙打賽，先後擊敗中國的王皓及馬龍，以及在決賽擊敗馬琳及陳玘，為香港取得金牌。
2007年12月21日，高禮澤及李靜獲無綫電視任命為2008年北京奧運大使。
2008年8月21日，在北京奧運男子乒乓球單打賽上，在第三輪爆冷戰勝雅典奧運冠軍韩国球手柳承敏，打入八強，可惜最終於8月22日以局數1比4負於中國選手王皓，無緣四強。
2009年5月，高禮澤與李靜拆夥，夥拍新人出戰世界乒乓球錦標賽雙打賽事，原因是他們已合作多年，對手已透徹地了解他倆的球路，優勢逐漸減少。此後，高禮澤與李靜淡出了香港乒乓球隊主力陣容。但兩人在其後仍多次作為香港乒乓球隊成員出戰世乒賽與世界杯。
2012年，已久疏戰陣的高禮澤在訪問中承認，自己已決定退役，并準備向教練方向轉型。其最後一次代表香港隊出戰的國際賽事為2011年鹿特丹世乒賽，後就任香港青年隊男隊教練。

## 成績
- 1993年 中國全國青年錦標賽中獲得男單亞軍
- 1995年 中國全國錦標賽男雙亞軍
- 1996年 中國全國錦標賽男團冠軍隊員
- 2001年 世界乒乓球賽男雙、混雙八強
- 2002年 國際乒聯巡迴賽埃及站男雙冠軍
- 2002年 國際乒聯巡迴賽意大利站男雙冠軍
- 2002年 國際乒聯巡迴賽韓國站男雙亞軍、男單四強
- 2002年 國際乒聯巡迴賽澳大利亞站、卡塔爾站男雙四強
- 2003年 巴黎世乒賽男雙八強
- 2003年 國際乒聯巡迴賽克羅地亞站、巴西站、德國站男雙冠軍，韓國站男雙亞軍，日本站男雙四強
- 2003年 亞洲錦標賽男雙冠軍
- 2004年 多哈世乒賽男團第五名
- 2004年 雅典奧運會男雙亞軍
- 2004年 國際乒聯巡迴賽新加坡站、韓國站、德國站、日本站男雙亞軍
- 2004年 國際乒聯巡迴賽奧地利站男雙冠軍
- 2005年 國際乒聯巡迴賽克羅地亞站男雙冠軍
- 2005年 國際乒聯巡迴賽斯洛文尼亞站男單和男雙冠軍
- 2006年 多哈亞運會男雙金牌
- 2007年 斯洛文尼亚公开赛男双亚军
- 2008年 北京奧運男子乒乓球單打比賽八強
- 2009年：2009年東亞運動會乒乓球比賽混雙冠軍（與帖雅娜合作）

## 榮譽
- 香港特區政府嘉獎

榮譽勳章（MH）（2005年）
- 香港傑出運動員選舉

「香港傑出運動員」（2004年）
- 香港十大傑出青年選舉

香港十大傑出青年（2010年）

## 政治立場
2014年，香港發生佔領中環運動爭取真普選，高禮澤於8月17日參加保普選反佔中大聯盟的遊行，表明反對佔中運動。